# Sri-lankische Cricket-Nationalmannschaft in Südafrika in der Saison 2000/01
Die Tour der sri-lankischen Cricket-Nationalmannschaft nach Südafrika in der Saison 2000/01 fand vom 7. Dezember 2000 bis zum 20. Januar 2001 statt. Die internationale Cricket-Tour war Teil der internationalen Cricket-Saison 2000/01 und umfasste drei Test Matches und sechs ODIs. Südafrika gewann die Testserie 2-0 und die ODI-Serie 5-1.

## Vorgeschichte
Südafrika bestritt zuvor eine Tour gegen Neuseeland, Simbabwe ein Drei-Nationen-Turnier in den Vereinigten Arabischen Emiraten.
Das letzte Aufeinandertreffen der beiden Mannschaften bei einer Tour fand in der Saison 2000 in Sri Lanka statt.

## Stadien
Für die Tour wurden folgende Stadien als Austragungsorte vorgesehen und am 4. September 2000 bekanntgegeben.
| Stadion                  | Stadt          | Kapazität | Spiele          |
| ------------------------ | -------------- | --------- | --------------- |
| Chevrolet Park           | Bloemfontein   | 20.000    | 5. ODI          |
| Centurion Park           | Centurion      | 22.000    | 3. Test         |
| Sahara Stadium Kingsmead | Durban         | 25.000    | 1. Test         |
| Buffalo Park             | East London    | 20.000    | 2. ODI          |
| Wanderers Stadium        | Johannesburg   | 34.000    | 6. ODI          |
| Newlands Cricket Ground  | Kapstadt       | 25.000    | 2. Test; 4. ODI |
| Boland Park              | Paarl          | 10.000    | 3. ODI          |
| Sahara Oval St George’s  | Port Elizabeth | 19.000    | 1. ODI          |

## Kader
Sri Lanka benannte seine Kader am 19. August 2000.
| Test | Test | ODI | ODI |
| Südafrika | Sri Lanka | Südafrika | Sri Lanka |
| --- | --- | --- | --- |
| - Shaun Pollock (K) - Nicky Boje - Mark Boucher (wk) - Daryll Cullinan - Boeta Dippenaar - Allan Donald - Herschelle Gibbs - Jacques Kallis - Justin Kemp - Gary Kirsten - Lance Klusener - Neil McKenzie - Mfuneko Ngam - Makhaya Ntini | - Sanath Jayasuriya (K) - Russel Arnold - Marvan Atapattu - Aravinda de Silva - Tillakaratne Dilshan - Dilhara Fernando - Avishka Gunawardene - Mahela Jayawardene - Romesh Kaluwitharana (wk) - Muttiah Muralitharan - Ruchira Perera - Kumar Sangakkara - Chaminda Vaas - Pramodya Wickramasinghe - Nuwan Zoysa | - Shaun Pollock (K) - Nicky Boje - Mark Boucher (wk) - Alan Dawson - Boeta Dippenaar - Allan Donald - Herschelle Gibbs - Andrew Hall - Jacques Kallis - Justin Kemp - Gary Kirsten - Lance Klusener - Neil McKenzie - Makhaya Ntini - Jonty Rhodes - Roger Telemachus | - Sanath Jayasuriya (K) - Russel Arnold - Marvan Atapattu - Upul Chandana - Aravinda de Silva - Tillakaratne Dilshan - Dilhara Fernando - Mahela Jayawardene - Romesh Kaluwitharana (wk) - Muttiah Muralitharan - Kumar Sangakkara - Chaminda Vaas - Kaushalya Weeraratne - Pramodya Wickramasinghe - Nuwan Zoysa |

## Tour Matches
| 7. Dezember Scorecard | Randjesfontein | Sri Lankans 296-6d (64.5) | – | Nicky Oppenheimer XI 80-0 (10.4) |
|                       |                | Remis                     |   |                                  |

| 9. – 10. Dezember Scorecard | Port Elizabeth | Easterns 92 (30) & 214 (69)       | – | Sri Lankans 266 (73.2) & 41-2 (6.4) |
|                             |                | Sri Lankans gewinnt mit 8 Wickets |   |                                     |

| 13. Dezember Scorecard | Port Elizabeth | Easterns 220-7 (50) | – | Sri Lankans 220 (50) |
|                        |                | Unentschieden       |   |                      |

| 19. Dezember Scorecard | Durban | Sri Lankans 266-8 (50)          | – | KwaZulu-Natal Inland 211 (44.4) |
|                        |        | Sri Lankans gewinnt mit 55 Runs |   |                                 |

| 21. – 23. Dezember Scorecard | Pietermaritzburg | Sri Lankans 257-8d (64.2) | – | KwaZulu-Natal Inland 299-5 (84.3) |
|                              |                  | Remis                     |   |                                   |

## One-Day Internationals

### Erstes ODI in Port Elizabeth
| 15. Dezember Scorecard | Port Elizabeth | Sri Lanka 221 (49.5)            | – | Südafrika 223-6 (47.2) |
|                        |                | Südafrika gewinnt mit 4 Wickets |   |                        |

### Zweites ODI in East London
| 17. Dezember Scorecard | East London | Südafrika 302-7 (50)          | – | Sri Lanka 207-6 (50) |
|                        |             | Südafrika gewinnt mit 95 Runs |   |                      |

### Drittes ODI in Paarl
| 9. Januar Scorecard | Paarl | Sri Lanka 247-4 (50)            | – | Südafrika 250-2 (48.5) |
|                     |       | Südafrika gewinnt mit 8 Wickets |   |                        |

### Viertes ODI in Kapstadt
| 11. Januar Scorecard | Kapstadt | Südafrika 290-7 (50)          | – | Sri Lanka 191 (42.2) |
|                      |          | Südafrika gewinnt mit 99 Runs |   |                      |

### Fünftes ODI in Bloemfontein
| 14. Januar Scorecard | Bloemfontein | Sri Lanka 206 (49.2)            | – | Südafrika 207-5 (42) |
|                      |              | Südafrika gewinnt mit 5 Wickets |   |                      |

### Sechstes ODI in Johannesburg
| 17. Januar Scorecard | Johannesburg | Sri Lanka 214-6 (42/42)                   | – | Südafrika 204 (42/42) |
|                      |              | Sri Lanka gewinnt mit 4 Runs (D/L method) |   |                       |

## Test Matches

### Erster Test in Durban
| 26. – 30. Dezember Scorecard | Durban | Südafrika 420 (152.3) & 140-7d (34) | – | Sri Lanka 216 (87.4) & 149-6 (74) |
|                              |        | Remis                               |   |                                   |

### Zweiter Test in Kapstadt
| 2. – 4. Januar Scorecard | Kapstadt | Sri Lanka 95 (38.4) & 180 (45.2)                 | – | Südafrika 504-7d (158.2) |
|                          |          | Südafrika gewinnt mit einem Innings und 229 Runs |   |                          |

### Dritter Test in Centurion
| 20. – 22. Januar Scorecard | Centurion | Südafrika 378 (91.3)                           | – | Sri Lanka 119 (36.5) & 252 (81.3) (f/o) |
|                            |           | Südafrika gewinnt mit einem Innings und 7 Runs |   |                                         |

## Statistiken
Die folgenden Cricketstatistiken wurden bei dieser Tour erzielt.
| Tests                | Tests      | Tests   | Tests   | Tests   | Tests   | Tests   | Tests   | Tests   |
| Batting              | Batting    | Batting | Batting | Batting | Batting | Batting | Batting | Batting |
| Spieler              | Mannschaft | Spiele  | Innings | Runs    | Average | HS      | 100s    | 50s     |
| -------------------- | ---------- | ------- | ------- | ------- | ------- | ------- | ------- | ------- |
| Gary Kirsten         | Südafrika  | 2       | 3       | 266     | 88,66   | 180     | 1       | 1       |
| Kumar Sangakkara     | Sri Lanka  | 3       | 6       | 235     | 39,16   | 98      | 0       | 2       |
| Daryll Cullinan      | Südafrika  | 3       | 4       | 221     | 73,66   | 112     | 1       | 1       |
| Mahela Jayawardene   | Sri Lanka  | 3       | 6       | 190     | 31,66   | 98      | 0       | 1       |
| Neil McKenzie        | Südafrika  | 3       | 4       | 172     | 43,00   | 103     | 1       | 0       |
| Bowling              |            |         |         |         |         |         |         |         |
| Spieler              | Mannschaft | Spiele  | Overs   | Wickets | Average | BBI     | 5W      | 10W     |
| Shaun Pollock        | Südafrika  | 3       | 83.2    | 13      | 14,76   | 6/30    | 1       | 0       |
| Muttiah Muralitharan | Sri Lanka  | 2       | 111.3   | 12      | 21,66   | 6/39    | 2       | 1       |
| Makhaya Ntini        | Südafrika  | 3       | 73.3    | 10      | 21,60   | 4/39    | 0       | 0       |
| Nicky Boje           | Südafrika  | 3       | 64      | 9       | 16,33   | 4/28    | 0       | 0       |
| Mfuneko Ngam         | Südafrika  | 2       | 46.2    | 9       | 17,22   | 3/26    | 0       | 0       |

| ODIs                 | ODIs       | ODIs    | ODIs    | ODIs    | ODIs    | ODIs    | ODIs    | ODIs    |
| Batting              | Batting    | Batting | Batting | Batting | Batting | Batting | Batting | Batting |
| Spieler              | Mannschaft | Spiele  | Innings | Runs    | Average | HS      | 100s    | 50s     |
| -------------------- | ---------- | ------- | ------- | ------- | ------- | ------- | ------- | ------- |
| Jonty Rhodes         | Südafrika  | 6       | 6       | 273     | 91,00   | 75*     | 0       | 4       |
| Jacques Kallis       | Südafrika  | 6       | 6       | 266     | 53,20   | 100*    | 1       | 1       |
| Romesh Kaluwitharana | Sri Lanka  | 6       | 6       | 227     | 37,83   | 83      | 0       | 3       |
| Boeta Dippenaar      | Südafrika  | 5       | 5       | 207     | 41,40   | 77      | 0       | 2       |
| Neil McKenzie        | Südafrika  | 5       | 4       | 185     | 61,66   | 120*    | 1       | 0       |
| Bowling              |            |         |         |         |         |         |         |         |
| Spieler              | Mannschaft | Spiele  | Overs   | Wickets | Average | BBI     | 5W      | 10W     |
| Shaun Pollock        | Südafrika  | 6       | 56.5    | 10      | 21,30   | 4/36    | 0       | 0       |
| Makhaya Ntini        | Südafrika  | 5       | 41.2    | 9       | 21,88   | 5/37    | 1       | 0       |
| Chaminda Vaas        | Sri Lanka  | 6       | 51.4    | 9       | 26,88   | 3/44    | 0       | 0       |
| Jacques Kallis       | Südafrika  | 6       | 50      | 7       | 31,57   | 2/31    | 0       | 0       |
| Roger Telemachus     | Südafrika  | 4       | 35      | 6       | 26,50   | 3/25    | 0       | 0       |
| Nuwan Zoysa          | Sri Lanka  | 5       | 43      | 6       | 37,00   | 2/35    | 0       | 0       |
| Muttiah Muralitharan | Sri Lanka  | 6       | 59      | 6       | 39,00   | 2/25    | 0       | 0       |

## Player of the Series
Als Player of the Series wurden die folgenden Spieler ausgezeichnet.
| Serie | Player of the Series |
| ----- | -------------------- |
| Test  | Shaun Pollock        |
| ODI   | Jacques Kallis       |

### Player of the Match
Als Player of the Match wurden die folgenden Spieler ausgezeichnet.
| Spiel   | Player of the Match |
| ------- | ------------------- |
| 1. Test | Gary Kirsten        |
| 2. Test | Shaun Pollock       |
| 3. Test | Shaun Pollock       |
| 1. ODI  | Jonty Rhodes        |
| 2. ODI  | Neil McKenzie       |
| 3. ODI  | Jacques Kallis      |
| 4. ODI  | Makhaya Ntini       |
| 5. ODI  | Herschelle Gibbs    |
| 6. ODI  | Russel Arnold       |